# Kino
Kino — нелінійний редактор Digital Video (DV) для GNU/Linux. Має інтеграцію з IEEE 1394 для захоплення, VTR-контролю, та й запис назад на камеру. Захоплює відео на диск у Raw DV та AVI формати типу-1 DV й типу-2 DV. 
Відео-фільтри: 
- Виворіт
- Відзеркалення
- Калейдоскоп
- Обмін (перекидання)
- Плавно з чорного
- Плавно на чорний
- Розмивання
- М'який фокус
- Утримання кольору
- Титрування
- Накладка
- Малюнок вугіллям
- Безривковість
- Яскравість, контрастність, гамма
- Тон, насиченість, яскравість
- Баланс білого (колірна температура)
- Зсув та масштабування
- Точкування

Аудіо-фільтри: 
- Глушіння
- Поступове підсилення/стихання
- Управління рівнем
- Збереження до файлу
- Додавання з файлу

Kino може експортувати проєкт у різних форматах: 
- Digital Video (DV) по IEEE 1394
- Raw DV, DV AVI
- Quicktime DV (потрібно libquicktime або Quicktime 4 Linux)
- Кадри у JPEG, PNG, TIFF, GIF, BMP, TGA.
- WAV
- MP3 (потрібно LAME)
- Ogg Vorbis (потрібно oggenc)
- Ogg Theora (потрібно ffmpeg2theora)
- MPEG-1 та MPEG-2 (потрібно mjpegtools)
- DVD-авторинг (потрібно dvdauthor)
- MPEG-4, H.264 та Flash Video (потрібно ffmpeg)

## Виноски
1. ↑  kinodv.org Linux Digital Video - Source Code [Архівовано 2008-05-09 у Wayback Machine.] .
2. ↑  Doxygen. Kino Documentation 1.0.0 [Архівовано 2009-03-26 у Wayback Machine.] .